# Russell A. Barkley
Russell Alan Barkley (* 27. Dezember 1949) ist ein US-amerikanischer klinischer Psychologe und emeritierter Hochschulprofessor für Psychiatrie. Er gilt als internationaler Experte für die Aufmerksamkeitsdefizit-/Hyperaktivitätsstörung (ADHS) bei Kindern und Erwachsenen.
Russell A. Barkley widmete einen Großteil seiner wissenschaftlichen Laufbahn der Erforschung von ADHS und den damit verbundenen Problemen der Betroffenen. Seit 1977 hat er über 270 wissenschaftliche Publikationen (Forschungsberichte und Fachartikel) sowie 23 Bücher zum Thema ADHS veröffentlicht; insbesondere allgemeinverständliche Ratgeber.
Von 1985 bis 2002 war er Professor für Psychiatrie und Neurologie am University of Massachusetts Medical Center, von 2003 bis 2016 Professor für Psychiatrie und Gesundheitswissenschaften an der Medical University of South Carolina und schließlich von 2016 bis zu seinem Ruhestand Ende 2021 Klinischer Professor für Psychiatrie an der Virginia Commonwealth University School of Medicine.

## Veröffentlichungen
Eine Auswahl der ins Deutsche übersetzten Bücher Barkleys:
- Das große ADHS-Handbuch für Eltern. Verantwortung übernehmen für Kinder mit Aufmerksamkeitsdefizit und Hyperaktivität. 4., überarbeitete Auflage. Hogrefe, Bern 2021, ISBN 978-3-456-86082-4 (deutsche Erstausgabe 2002; Originaltitel: Taking charge of ADHD).[2]
- Das große Handbuch für Erwachsene mit ADHS. 2., unveränderte Auflage. Hogrefe, Bern 2017, ISBN 978-3-456-85754-1 (deutsche Erstausgabe 2012; Originaltitel: Taking charge of adult ADHD).[3]